# Langen (Geestland)
Langen è una frazione della città tedesca di Geestland, nella Bassa Sassonia.

## Storia
Il 1º luglio 1990 il comune di Langen assunse lo status di città.
Il 1º gennaio 2015 la città di Langen venne fusa con gli otto comuni associati nella Samtgemeinde Bederkesa (Bad Bederkesa, Drangstedt, Elmlohe, Flögeln, Köhlen, Kührstedt, Lintig e Ringstedt), formando la nuova città di Geestland.